# Rojda Felat
Rojda Felat, arab. روجدا فلات (ur. 1977 lub 1980 w Al-Kamiszli) – kurdyjska wysoka dowódczyni Kobiecych Jednostek Ochrony (YPJ) oraz Syryjskich Sił Demokratycznych (SDF), która uczestniczy od 2011 w rożawskich działaniach wojennych będących częścią wojny domowej w Syrii.
Dowodziła oddziałami YPJ podczas kilku znaczących kampanii przeciwko Państwu Islamskiemu, m.in. w czasie oblężenia Ajn al-Arab czy operacji odbicia Manbidż albo Rakki.
Rojda Felat jest zadeklarowaną feministką, za swój cel uznaje osiągnięcie transformacji społecznej na Bliskim Wschodzie za pośrednictwem kobiecych oddziałów YPJ. Jak sama mówi: „moim głównym celem jest wyzwolenie kurdyjskiej kobiety i ogólnie syryjskiej kobiety z więzów oraz kontroli tradycyjnego społeczeństwa, jak również wyzwolenie całej Syrii od terroryzmu i tyranii”.

## Poglądy
Felat jest silnie związana z działalnością YPG/YPJ. Jej postanowieniem jest nigdy nie wyjść za mąż oraz nie posiadać dzieci, a zamiast tego zamierza służyć w siłach zbrojnych do końca życia.
Jest zwolenniczką rewolucyjnej ideologii Abdullaha Öcalana i identyfikuje się jako radykalna feministka walcząca o reformy społeczne w Syrii, które stanowiłyby przestrzeganie praw kobiet, równość wszystkich grup etnicznych oraz poprawę jakości ich życia.
Wśród jej osobistych bohaterów są Róża Luksemburg, przywódczyni PKK Sakine Cansız i iracka kurdyjska aktywista Leyla Qasim. Natomiast jako inspirujących dowódców wojskowych wymienia Ottona von Bismarcka, Napoleona, Saladyna oraz swoją zmarłą towarzyszkę Arin Mirkan.
Felat jest również krytyczna wobec kapitalizmu, mówiąc, że „system kapitalistyczny postrzega nas [kobiety] jako przedmioty”. Określa siebie jako niepraktykującą muzułmankę.